# Mughiphantes beishanensis
Espèce
Mughiphantes beishanensis est une espèce d'araignées aranéomorphes de la famille des Linyphiidae.

## Distribution
Cette espèce est endémique du Qinghai en Chine,. Elle se rencontre entre 2 300 et 2 700 m d'altitude sur le Bei Shan.

## Description
La femelle holotype mesure 2,63 mm.

## Étymologie
Son nom d'espèce, composé de beishan et du suffixe latin -ensis, « qui vit dans, qui habite », lui a été donné en référence au lieu de sa découverte, le Bei Shan.

## Publication originale
- Tanasevitch, 2006 : On some Linyphiidae of China, mainly from Taibai Shan, Qinling Mountains, Shaanxi Province (Arachnida: Araneae). Zootaxa, no 1325, p. 277-311.